# 艾别克
艾别克（1905～1968），苏联乌兹别克斯坦作家。本名穆萨·塔什穆哈麦多夫（俄语：Муса Ташмухаме́дов）。生于塔什干。1943年成为乌兹别克科学院院士。17岁开始写诗，早期创作受象征派影响。1926年发表第一部诗集《感情》。此后出版了诗集《火炬》（1932），长诗《复仇》（1932）和《铁匠朱拉》（1933）。长篇小说《神圣的血》（1943）描写第一次世界大战期间家乡人民的生活和斗争，是乌兹别克第一部现实主义作品。历史传记小说《纳沃伊》（1945）获1946年斯大林奖。长篇小说《金色山谷的风》（1950）反映集体农庄庄员的生活；《太阳不会暗淡无光》（1958）描写苏德战争时苏联军人的英勇业绩。其他作品有长诗《哈姆扎》（1948）、诗集《巴基斯坦印象》（1950）、自传体小说《童年》（1962）和历史小说《伟大的道路》（1967）等。